# Cheilosia pagana
Cheilosia pagana es una especie de sírfido. Se distribuyen por el Paleártico en Eurasia.